# Yaya DaCosta
Yaya DaCosta (* 15. listopadu 1982, Harlem, New York, Spojené státy americké) je americká herečka a modelka. V americké soutěži Amerika hledá topmodelku skončila ve třetí řadě na druhém místě. Od roku 2015 hraje sestru April Sexton v medicínském dramatu stanice NBC Chicago Med.

## Životopis
DaCosta se narodila v Harlemu v New Yorku, má brazilské a afroamerické kořeny. Hovoří anglicky, portugalsky, francouzsky, španělsky a japonsky. Navštěvovala elitní střední školu Northfield Mount Hermon School, poté nastoupila na Brownovu univerzitu, kde studovala mezinárodní vztahy.

## Kariéra
Poté, co skončila na druhém místě třetí řady soutěže America's Next Top Model, se její kariéra úspěšně rozjela. Objevila se v reklamě pro Garnier Fuctis, Lincoln Townhouse, Oil of Olay, Radioshack, Seda, Sephora a Dr. Scholl's. S herectvím začala v roce 2005, kdy si zahrála v díle sitcomu Eve. Poté si zahrála v tanečním filmu s Antoniem Banderasem v hlavní roli Tančím, abych žil. Vedlejší role si zahrála v nezávislých filmech Honeydripper (2007) a Poslové (2009). Získala roli Casandry Foster v telenovele stanice ABC All My Children. Seriál opustila v srpnu roku 2008, měsíc po připojení se, aby si mohla zahrát ve hře The First Breeze of Summer na Broadwayi.
V roce 2009 získala vedlejší roli Nico Slater ve čtvrté a poslední řadě komediálního dramatu stanice ABC Ošklivka Betty. V roce 2010 si zahrála ve filmu Děcka jsou v pohodě a za roli získala několik nominací na ceny v kategoriích nejlepší obsazení. Zahrála si ve sci-fi filmu Tron: Legacy 3D. V roce 2013 si zahrála v historickém dramatu Komorník, ve kterém si také zahráli Forest Whitaker a Oprah Winfreyová. Během rozhovoru s herečkou Angelou Bassettovou na CNN bylo oznámeno, že si DaCosta zahraje hudební ikonu Whitney Houston v televizním filmu stanice Lifetime Whitney. Její výkon byl vysoce uznáván. Od roku 2015 hraje sestru April Sexton v medicínském seriálu stanice NBC Chicago Med.

## Osobní život
26. června 2012 se provdala za filmového producenta a režiséra Joshuau Bee Alafiu. V září 2013 mu porodila syna Sankaru. K 12. listopadu 2015 DaCosta požádala o rozvod.
V říjnu 2018 přiznala, že jí její bývalý manžel sexuálně napadl, když spala.

## Filmografie
| Rok  | Název               | Role              | Poznámky            |
| ---- | ------------------- | ----------------- | ------------------- |
| 2006 | Tančím, abych žil   | LaRhette          |                     |
| 2007 | Honeydripper        | China Doll        |                     |
| 2009 | Poslové             | Monica Washington |                     |
| 2010 | Děcka jsou v pohodě | Tanya             |                     |
| 2010 | Tron: Legacy 3D     | Siren             |                     |
| 2010 | Lost and Found      |                   | krátkometrážní film |
| 2011 | Vyměřený čas        | Greta             |                     |
| 2011 | The Shanghai Hotel  | Kendra            |                     |
| 2011 | Whole Lotta Sole    | Sophie            |                     |
| 2013 | Georgova matka      | Sade              |                     |
| 2013 | Komorník            | Carol Hammie      |                     |
| 2013 | Big Words           | Annie             |                     |
| 2014 | Lepší teď než nikdy | Kennedy           |                     |
| 2015 | Whitney             | Whitney Houston   |                     |
| 2015 | Bolden!             |                   |                     |
| 2016 | Správní chlapi      | Tally             |                     |

| Rok        | Název                                     | Role             | Poznámky                                  |
| ---------- | ----------------------------------------- | ---------------- | ----------------------------------------- |
| 2005       | Eve                                       | slečna Jenkins   | díl: „Prom Night“                         |
| 2008       | All My Children                           | Cassandra Foster | vedlejší role, 44 dílů                    |
| 2008       | Racing for Time                           | Vanessa          | televizní film                            |
| 2009       | Ošklivka Betty                            | Nico Slater      | vedlejší role, 7 dílů                     |
| 2009       | Zákon a pořádek: Útvar pro zvláštní oběti | Audrina          | díl: „Anchor“                             |
| 2010       | Nemocnice Mercy                           | Brooke Sullivan  | díl: „There Is No Room for You on My Ass“ |
| 2010       | Army Wives                                | Amber            | díl: „AWOL“                               |
| 2011       | Weekends at Bellevue                      | Vanessa          | televizní film                            |
| 2011       | Tělo jako důkaz                           | Holly Bennett    | díl: „Helping Hand“                       |
| 2011–12    | Dr. House                                 | Anita            | 2 díly                                    |
| 2012       | Dark Horse                                | Amy              | televizní film                            |
| 2014       | Unforgettable                             | Molly            | díl: „Cashing Out“                        |
| 2015       | Simpsonovi                                | princezna Kemi   | díl: „Průvodce pro princeznu“             |
| 2015       | Chicago Fire                              | April Sexton     | vedlejší role, 4 díly                     |
| 2015–dosud | Chicago Med                               | April Sexton     | Main role                                 |

| Rok  | Název           | Umělec         |
| ---- | --------------- | -------------- |
| 2006 | Pullin' Me Back | Chingy         |
| 2007 | Roc Boys        | Jay-Z          |
| 2011 | Good Man        | Raphael Saadiq |

## Ocenění
| Rok  | Ocenění                                            | Kategorie                    | Film                | Výsledek |
| ---- | -------------------------------------------------- | ---------------------------- | ------------------- | -------- |
| 2006 | Teen Choice Award                                  | Objev roku – filmová herečka | Tančím, abych žil   | nominace |
| 2008 | Black Reel Awards                                  | Nejlepší herecké obsazení    | Honeydripper        | nominace |
| 2010 | Gotham Awards                                      | Nejlepší herecké obsazení    | Děcka jsou v pohodě | nominace |
| 2010 | Phoenix Film Critics Society Awards                | Nejlepší herecké obsazení    | Děcka jsou v pohodě | nominace |
| 2010 | Washington DC Area Film Critics Association Awards | Nejlepší herecké obsazení    | Děcka jsou v pohodě | nominace |
| 2011 | Black Reel Award                                   | Objev roku                   | Děcka jsou v pohodě | nominace |
| 2011 | Broadcast Film Critics Association Awards          | Nejlepší herecké obsazení    | Děcka jsou v pohodě | nominace |
| 2011 | Central Ohio Film Critics Association              | Nejlepší herecké obsazení    | Děcka jsou v pohodě | nominace |